# Gaspar (ort)
Gaspar är en ort i Brasilien.   Den ligger i kommunen Gaspar och delstaten Santa Catarina, i den södra delen av landet, 1 200 km söder om huvudstaden Brasília. Gaspar ligger 12 meter över havet och antalet invånare är 33 658.
Terrängen runt Gaspar är kuperad västerut, men österut är den platt. Runt Gaspar är det ganska tätbefolkat, med 134 invånare per kvadratkilometer.. Närmaste större samhälle är Blumenau, 10,7 km väster om Gaspar.
Runt Gaspar är det i huvudsak tätbebyggt.